# 蒙托邦主教座堂

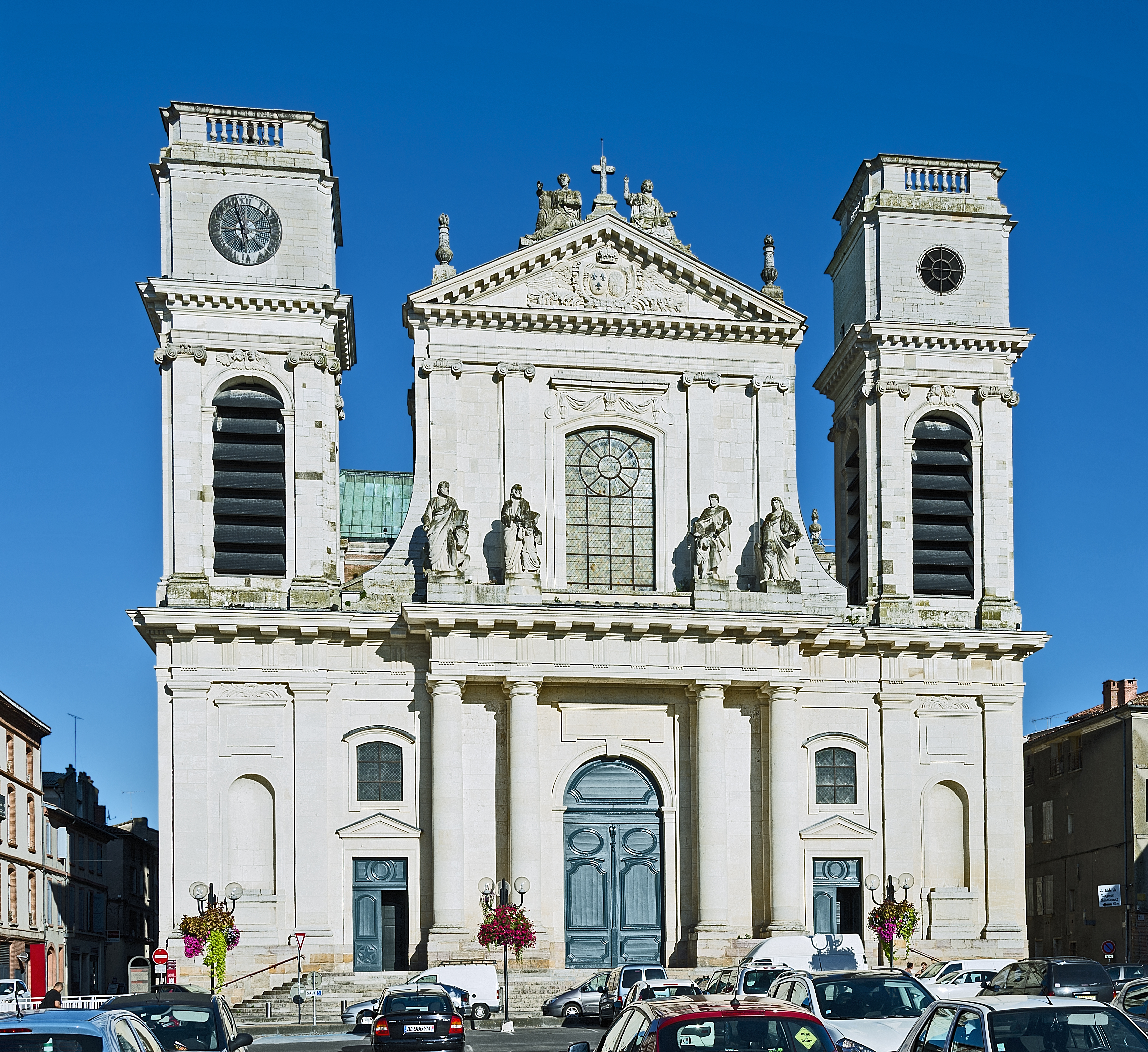
蒙托邦主教座堂

蒙托邦主教座堂（法語：Cathédrale Notre-Dame-de-l'Assomption de Montauban）是法國的一座羅馬天主教的主教座堂，位於法國南部城市蒙托邦。這座教堂是天主教土魯斯總教區的主教座堂之一。教堂的外觀屬於古典主義建築。

## 外部連結
- Location （页面存档备份，存于）
- Catholic Encyclopedia: Diocese of Montauban （页面存档备份，存于）
- Catholic Hierarchy: Diocese of Montauban （页面存档备份，存于）
- Picture of organ in Cathedral